# Diabrotica barberi
Diabrotica barberi är en skalbaggsart som beskrevs av R. Smith och Lawrence 1967. Diabrotica barberi ingår i släktet Diabrotica och familjen bladbaggar. Inga underarter finns listade i Catalogue of Life.

## Bildgalleri

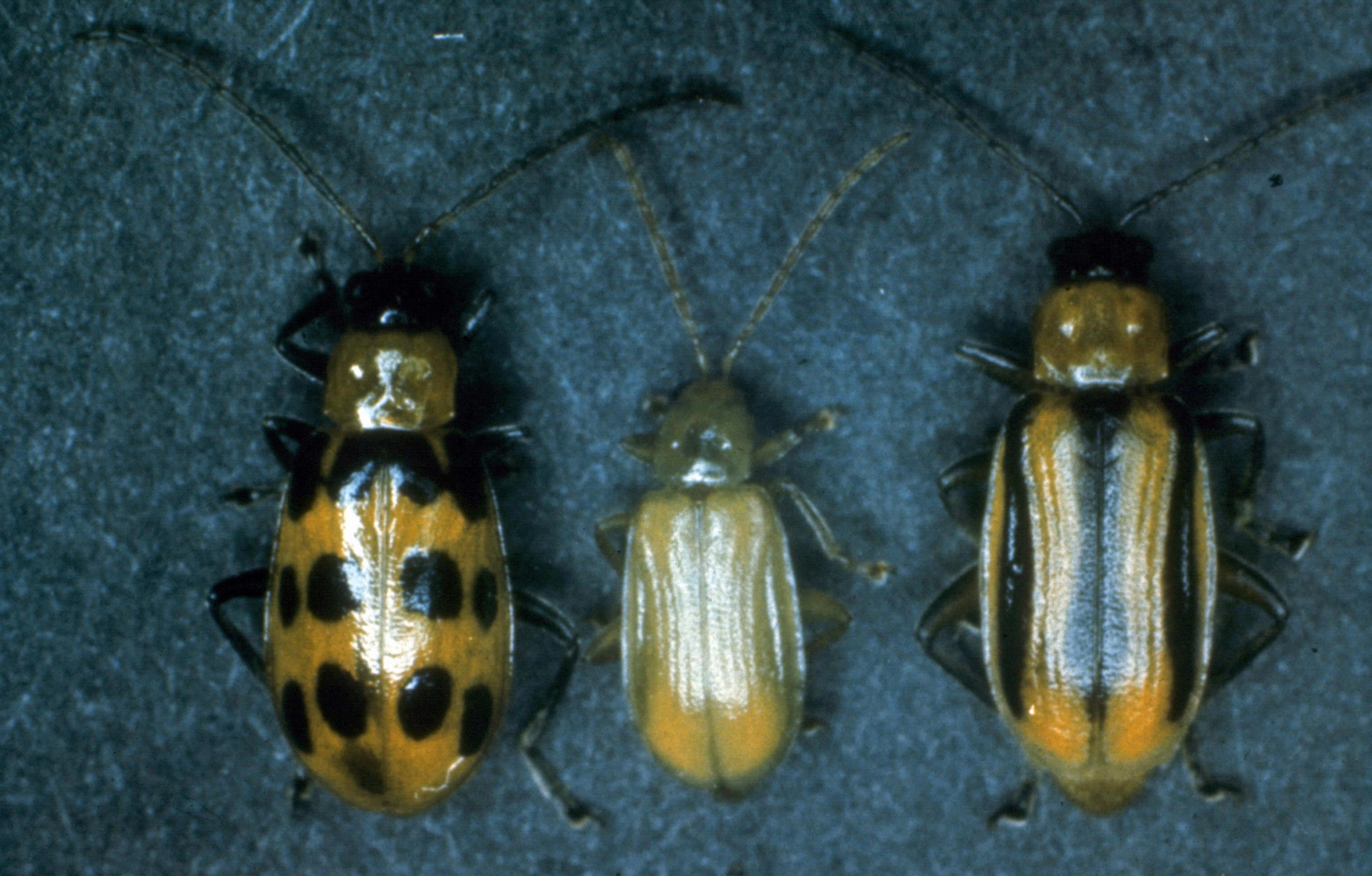
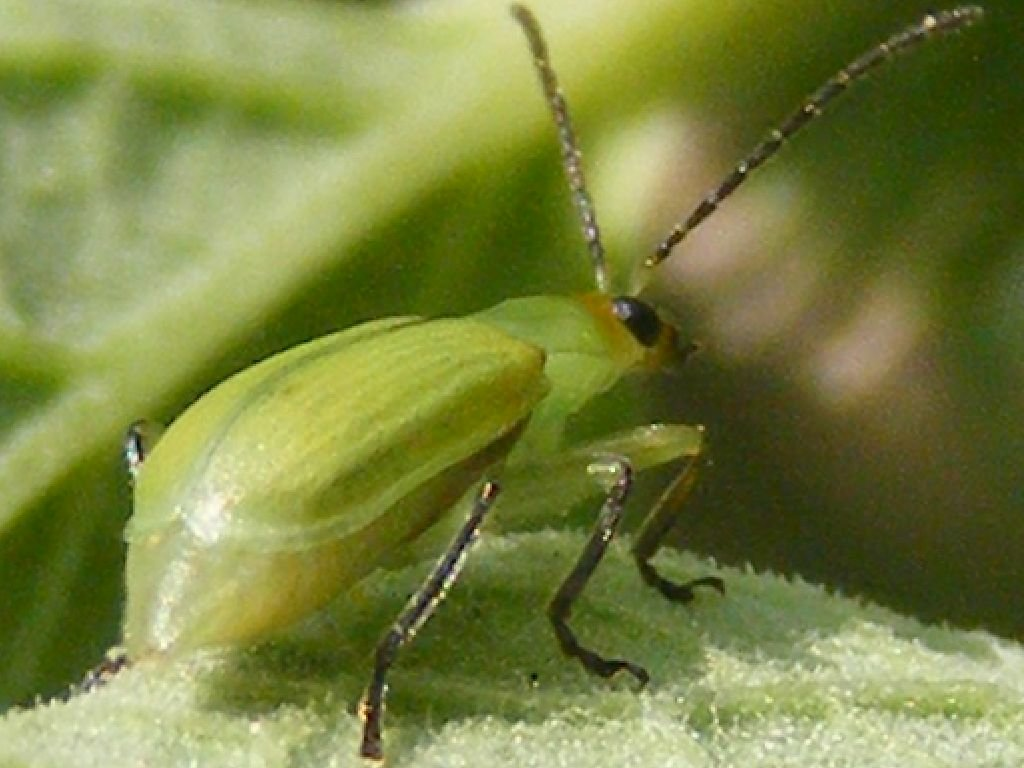
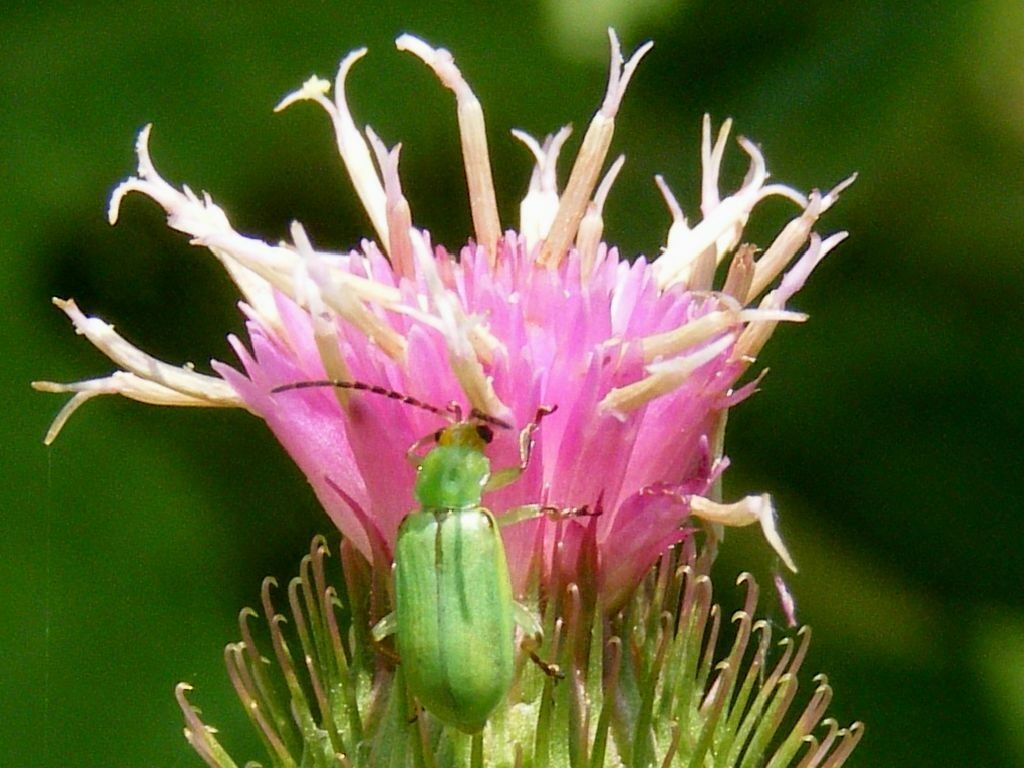
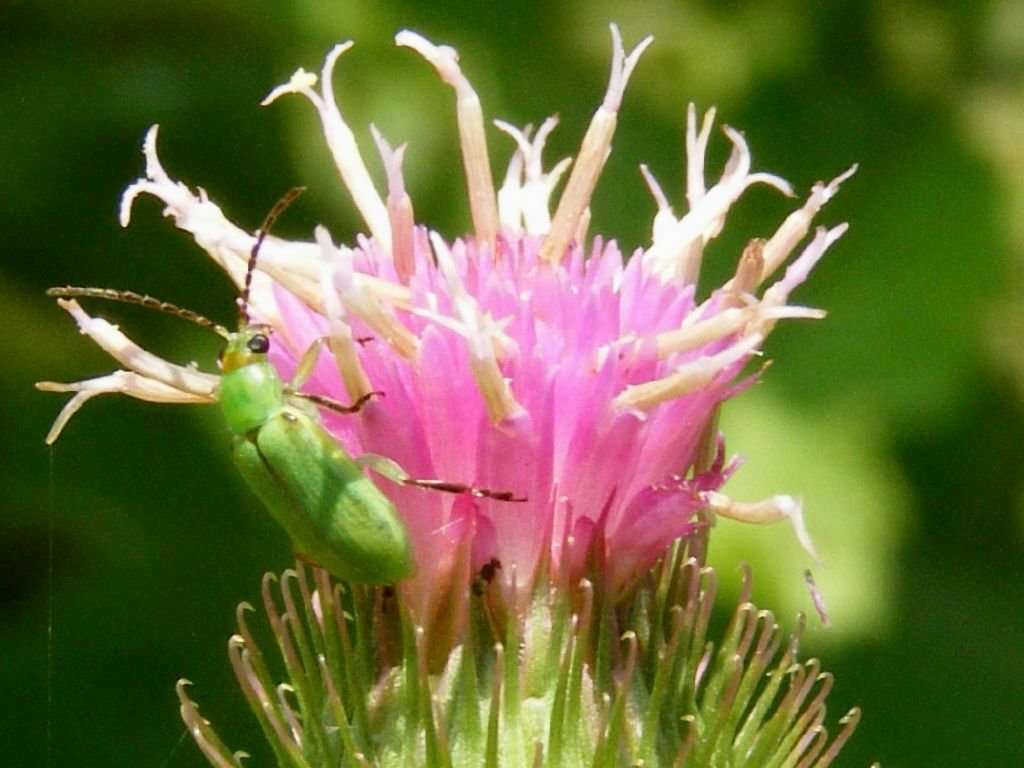
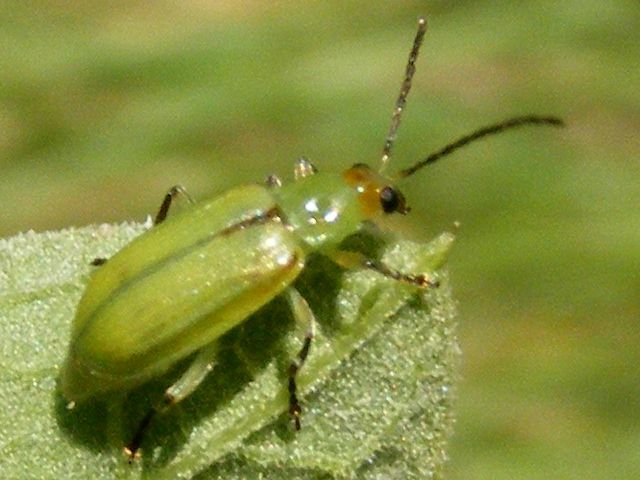